# Пеннабилли
Пеннабилли (итал. Pennabilli) —  коммуна в Италии, располагается в регионе Эмилия-Романья, подчиняется административному центру Римини.
Население составляет 3103 человека (2008 г.), плотность населения составляет 45 чел./км². Занимает площадь 70 км². Почтовый индекс — 61016. Телефонный код — 0541.
Покровителем населённого пункта считается святой San Pio V.

## Демография
Динамика населения:

## Администрация коммуны
- Официальный сайт: https://web.archive.org/web/20060827163847/http://www.comune.pennabilli.pu.it/